# SuperBioMarkt
Die SuperBioMarkt AG ist eine Bio-Supermarktkette mit Sitz in Münster in Nordrhein-Westfalen und 26 Filialen in Nordrhein-Westfalen und Niedersachsen.

## Geschichte

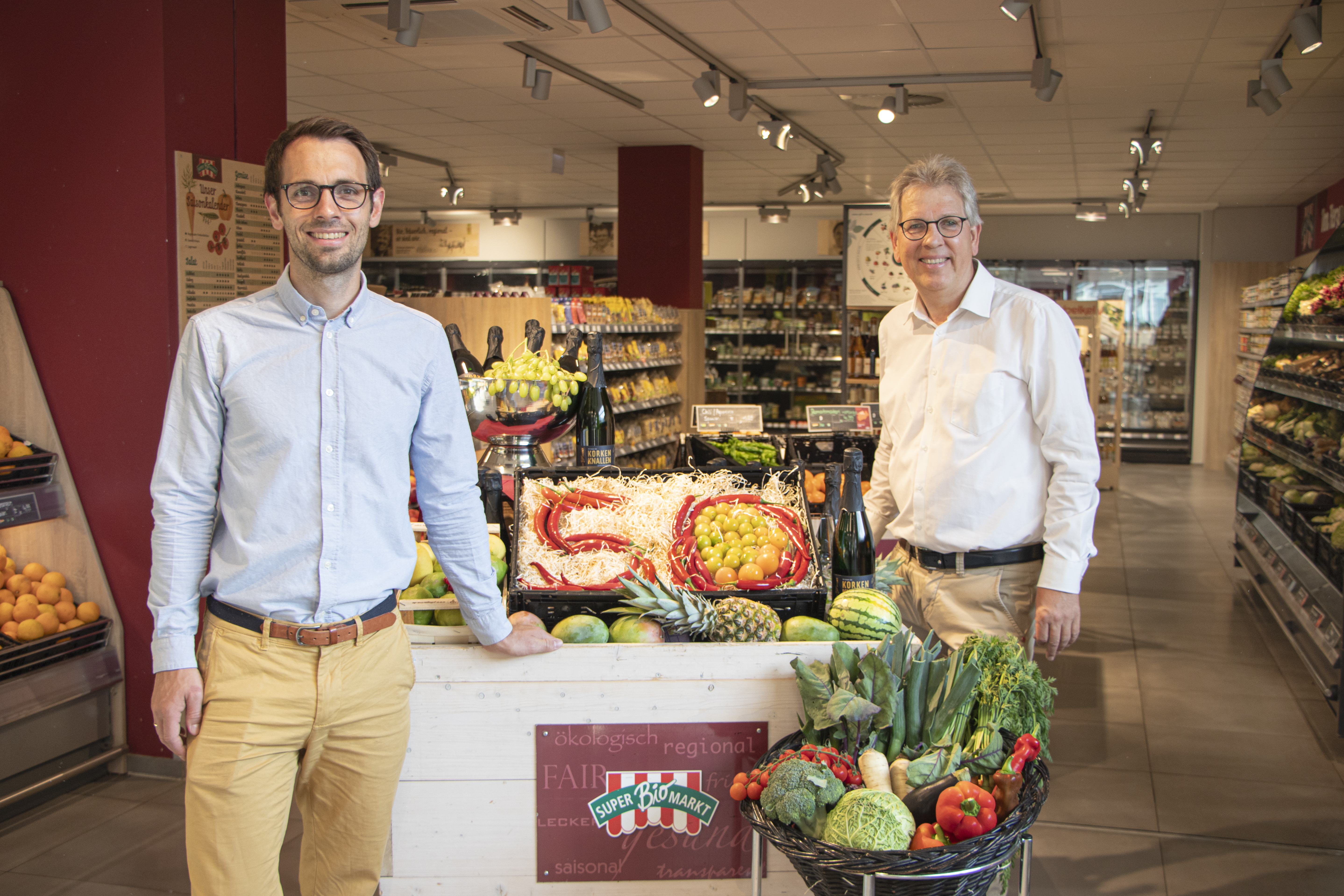
Vorstände Luca und Michael Radau

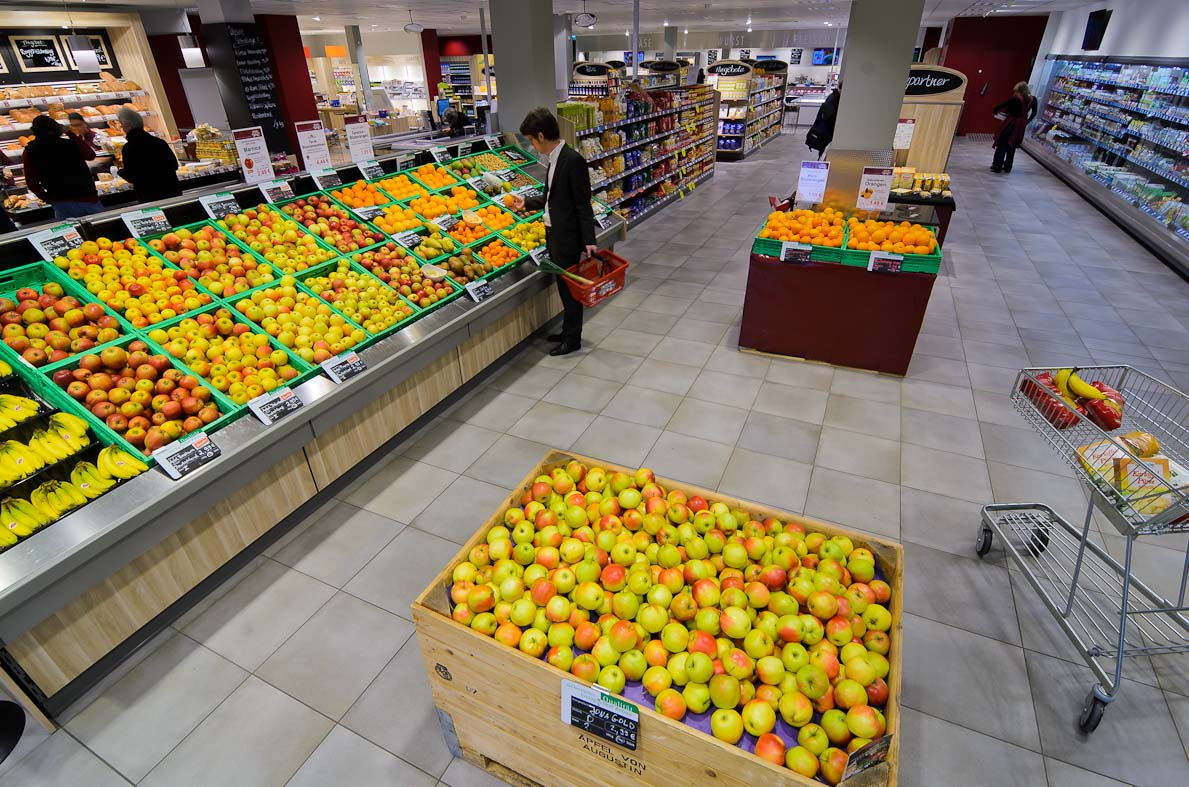
Innenansicht der Wuppertaler Filiale

Das Unternehmen hat seinen Ursprung im Makrohaus, das 1973 von Rainer Welke gegründet wurde. Das Makrohaus war eines der ersten Bio-Geschäfte in Deutschland. 1979 wurde dann der 2. Laden mit 130 m² in der Achtermannstraße in Münster eröffnet. 1993 baute der Inhaber Michael Radau das Unternehmen zum ersten Vollsortiment-Biosupermarkt in Nordrhein-Westfalen aus. 1996 wurde in Osnabrück die erste Filiale außerhalb Münsters eröffnet. Im Jahr 2001 folgte die AG-Gründung, die AG ist nicht börsennotiert. Die SuperBioMarkt AG verkauft heute rund 8.000 Artikel; diese sind nach Unternehmensangaben vollständig aus ökologischer Herstellung.
Seit 2016 befindet sich die Zentrale der SuperBioMarkt AG am Stadthafen in Münster im H7, nach Angaben der Investoren Deutschlands größtes Holz-Hybrid-Hochhaus und nach besonders hohen ökologischen Maßstäben gebaut.
2018 übernahm die SuperBioMarkt AG von der Rewe Group die beiden Filialen der Biomarktkette TEMMA in Düsseldorf, 2021 kamen zwei Dengel Biomärkte in Bielefeld hinzu, sowie sechs Standorte der Basic AG. Der Markt in Eimsbüttel wurde Ende Mai 2022 geschlossen. Zum 1. August 2022 stellte die SuperBioMarkt AG beim Amtsgericht Münster Antrag auf Eröffnung eines Schutzschirmverfahrens, dem das Gericht entsprach. Ende Mai 2023 wurde es aufgehoben. Fünf Filialen wurden geschlossen.

## Aktionäre
Die SuperBioMarkt AG ist eine nicht-börsennotierte Aktiengesellschaft. Am 16. Januar 2018 gab das Unternehmen bekannt, dass die Bio Development AG, ein Unternehmen der CoOpera-Gruppe mit Sitz in der Schweiz, 38 % der Aktien übernommen hat. Die restlichen Aktien verblieben beim Vorstandsvorsitzenden und Mehrheitsaktionär Michael Radau. Die Bio Development AG ist eine Beteiligungsgesellschaft in der Bio-Nahrungsmittelbranche, die es sich zur Aufgabe gemacht hat, Bio-Unternehmen eine gesunde Kapitalgrundlage zur Verfügung zu stellen und so zur Weiterentwicklung einer von Großkonzernen unabhängigen Bio-Branche beizutragen. Sie ist unter anderem auch an der Bio-Supermarktkette Bio Company in Berlin sowie bei Bio Partner aus Seon beteiligt und Inhaber des Bio-Großhändlers Phönix GmbH. Zum 1. Juni 2023 hat die Bio Development AG ihre Aktien verkauft, alle Aktien von SuperBioMarkt befinden sich wieder in den Händen der Familie Radau. Luca Radau, der Sohn von Michael Radau, zog am 1. Juli 2023 in den Vorstand ein.

## Initiative Bruder-Ei
Im Februar 2017 startete die SuperBioMarkt AG gemeinsam mit acht regionalen Hühnerlandwirten aus Nordrhein-Westfalen und Niedersachsen die Initiative Bruder-Ei für die Aufzucht männlicher Küken, ähnlich wie Alnatura. Da die SuperBioMarkt AG ausschließlich Eier von kleinbäuerlichen Betrieben aus der Region der Standorte verkauft, wurde hier über eine gemeinsame Crowdfundinglösung der Anspruch an Regionalität und die Förderung kleiner Betriebe mit der Lösung des Problems der Eintagsküken verbunden.